# Windows 11
Windows 11 és una versió important del sistema operatiu de Microsoft Windows desenvolupat per Microsoft. Presentat el 24 de juny de 2021, amb un llançament el 5 d'octubre de 2021, Windows 11 és el successor de Windows 10, llançat el 2015. Windows 11 estarà disponible com a actualització gratuïta compatible amb els dispositius actuals amb Windows 10 mitjançant Windows Update.
Microsoft va promoure que Windows 11 hauria millorat el rendiment i la facilitat d'ús sobre Windows 10. Compta amb canvis importants en l'Shell de Windows influenciats pel cancel·lat Windows 10X, inclòs un menú Inici redissenyat, el reemplaçament de les seves icones dinàmiques (Live Tiles) amb un panell separat anomenat Widgets amb notícies i interessos, la capacitat de crear conjunts de finestres en mosaic que es poden minimitzar i restaurar des de la barra de tasques com a grup, i les noves tecnologies de joc heretades de Xbox Series X i Series S, com Auto HDR i DirectStorage en maquinari compatible. Internet Explorer està completament eliminat i reemplaçat pel motor Blinken què es basa Microsoft Edge; mentre part de Microsoft Teams està integrat al Shell de Windows a la Barra de Tasques. Microsoft també va anunciar plans per oferir suport per a aplicacions d'Android que s'executaran a Windows 11, amb suport per a Amazon Appstore i paquets instal·lats manualment.

## Desenvolupament
A la conferència Ignite de 2015, l'empleat de Microsoft Jerry Nixon va afirmar que Windows 10 seria la "darrera versió de Windows", una afirmació que Microsoft va confirmar que "reflectia" la seva opinió. Es considerava que el sistema operatiu era un servei, amb noves versions i actualitzacions que es publicaran al llarg del temps. Tot i això, el gener de 2021 va sorgir una especulació sobre una nova versió o un redisseny de Windows, després que Microsoft publiqués una llista de treballs referent a un "rejoveniment visual ampli de Windows". Segons els informes, es va planejar una actualització visual per a Windows, desenvolupada amb el nom de codi "Sun Valley", per modernitzar la interfície d'usuari del sistema.
El nom de Windows 11 es va publicar accidentalment en un document oficial d’assistència de Microsoft el juny de 2021. Les imatges filtrades d’una suposada versió beta de l'escriptori de Windows 11 van aparèixer en línia més tard el 15 de juny de 2021, que van ser seguits per una filtració de l'esmentada compilació el mateix dia. Les captures de pantalla i la versió filtrada mostren una interfície semblant a la del cancel·lat Windows 10X, juntament amb una experiència fora de la caixa redissenyada (OOBE) i la marca de Windows 11.

### Anunci
A la conferència por a desenvolupadors Microsoft Build 2021, el conseller delegat i president Satya Nadella es van burlar de l'existència de la propera generació de Windows durant el seu discurs principal. Segons Nadella, havia estat allotjant-se durant diversos mesos. També es va burlar que un avís oficial arribaria ben aviat. Només una setmana després de la conferència principal de Nadella, Microsoft va començar a enviar invitacions per a un esdeveniment dedicat de Windows Media a les 11 del matí EDT el 24 de juny de 2021. Microsoft també es va publicar un vídeo d’11 minuts de sons d’inici de Windows a YouTube el 10 de juny, amb molta gent especulant tant sobre l'esdeveniment de Microsoft com sobre la durada del vídeo de so d’inici de Windows com a referència al nom del sistema operatiu com Windows 11.
El 24 de juny de 2021, es va anunciar oficialment Windows 11 en un esdeveniment virtual organitzat per al Chief Product Officer Panos Panay. Segons Nadella, Windows 11 és "una reinventació del sistema operatiu". Durant un altre esdeveniment centrat en els desenvolupadors el mateix dia, es van discutir més detalls, com ara les actualitzacions de la Microsoft Store, el nou Windows App SDK (amb el criptònim "Project Reunion"), les noves directrius de Fluent Design i molt més.

### Llançament
En l'esdeveniment mediàtic del 24 de juny, Microsoft també va anunciar que Windows 11 sortiria al "Vacances de 2021", sense data exacta. El seu llançament s’acompanyarà d’una actualització gratuïta per a dispositius Windows 10 compatibles.' El 31 d'agost del 2021, Microsoft va publicar una entrada al seu blog anunciant el llançament de Windows 11 pel 5 d'octubre del 2021.

### Seguretat del sistema
Com a part dels requisits mínims del sistema, Windows 11 només s'executa en dispositius amb un coprocessador de seguretat Trusted Platform Module 2.0. Segons Microsoft, el coprocessador TPM 2.0 és un "bloc de construcció crític" per a la protecció contra atacs de firmware i maquinari. A més, Microsoft ara requereix que els dispositius amb Windows 11 incloguin seguretat basada en virtualització (VBS), integritat del codi protegit per hipervisor (HVCI) i Secure Boot integrat i activat de manera predeterminada. El sistema operatiu també inclou una protecció de pila forçada per maquinari per als processadors Intel i AMD compatibles per protegir-se contra exploits de dia zero.
Igual que el seu predecessor, Windows 11 també admet l'autenticació multifactor i l'autenticació biomètrica mitjançant Windows Hello.

## Característiques
Windows 11, la primera versió important de Windows des del 2015, es basa en el seu predecessor renovant la interfície d'usuari per seguir les noves directrius de Fluent Design de Microsoft. El redisseny, que se centra en la facilitat d'ús i la flexibilitat, s'acompanya de noves funcions de productivitat i socials i actualitzacions de seguretat i accessibilitat, abordant algunes de les deficiències de Windows 10.
La Microsoft Store, que serveix com a aparador unificat per a aplicacions i altres continguts, també està redissenyada a Windows 11. Ara Microsoft permet als desenvolupadors distribuir Win32, aplicacions web progressives i altres tecnologies d'embalatge a Microsoft Store, juntament amb les aplicacions de la Plataforma Universal de Windows. Microsoft també va anunciar plans per permetre que les botigues d'aplicacions de tercers (Epic Games Store) distribueixin els seus clients a Microsoft Store. Windows 11 admet l'emulació de programari x86-64 en plataformes basades en ARM.

### Interfície d'usuari
Una interfície d'usuari redissenyada és present amb freqüència a tot el sistema operatiu, basant-se en Fluent Design System; La translucidència, les ombres, una nova paleta de colors i la geometria arrodonida predominen a tota la interfície d'usuari. Un aspecte predominant del disseny és una aparença coneguda com "Mica", descrita com un "material opac i dinàmic que incorpora tema i fons d'escriptori per pintar el fons de finestres de llarga vida com ara aplicacions i configuracions". Gran part de la interfície i el menú d'inici s'inspira molt en el Windows 10X, ara cancel·lat. La font Segoe UI usada des de Windows Vista s'ha actualitzat a una variableversió, millorant la seva capacitat d'escalar entre diferents resolucions de visualització.

## Versions
| Versions actuals de Windows 11                                                         |                   |            |                    |                                                  |                                             |                                      |                                      |
| Versió                                                                                 | Nom de màrqueting | Compilació | Data de llançament | Suport (i estat de suport per color)             | Suport (i estat de suport per color)        | Suport (i estat de suport per color) | Suport (i estat de suport per color) |
| Versió                                                                                 | Nom de màrqueting | Compilació | Data de llançament | - Home, Pro, - Pro Education, - Pro Workstations | - Education, - Enterprise, - IoT Enterprise |                                      |                                      |
| 21H2                                                                                   | N/D               | 22000      | 4 octubre 2021     | 10 octubre 2023                                  | 8 octubre 2024                              |                                      |                                      |
| 22H2                                                                                   | N/D               | 22621      | 11 maig 2022       | 15 setembre 2022                                 | 15 setembre 2022                            |                                      |                                      |
| Canal Beta                                                                             | N/D               | 22621      | 11 maig 2022       | 15 setembre 2022                                 | 15 setembre 2022                            |                                      |                                      |
| Canal Dev                                                                              | N/D               | 25136      | 18 maig 2022       | 15 setembre 2022                                 | 15 setembre 2022                            |                                      |                                      |
| Llegenda:Versió antigaVersió antiga, amb suportDarrera versióDarrera versió preliminar |                   |            |                    |                                                  |                                             |                                      |                                      |

Windows 11 està disponible en dues edicions principals; l'edició Home, que està pensada per a usuaris consumidors, i l'edició Pro, que conté funcions de seguretat i xarxes addicionals (com ara BitLocker Drive Encryption), així com la possibilitat d'unir-se a un domini. Windows 11 Home pot estar restringit de manera predeterminada al programari verificant el obtingut de la Microsoft Store ("Mode S"). Windows 11 Home requereix una connexió a Internet i un compte de Microsoft per completar la configuració per primera vegada. El febrer de 2022, es va anunciar que aquesta restricció també s'aplicarà a Windows 11 Pro en el futur.
Windows 11 SE es va anunciar el 9 de novembre de 2021, com una edició exclusiva per a dispositius de gamma baixa venuts al mercat educatiu i com a successor de Windows 10 S. Està dissenyat per ser gestionat mitjançant Microsoft Intune, i ha canviat segons els comentaris dels educadors per simplificar la interfície d'usuari i reduir les "distraccions", com ara Snap Layouts que no contenen dissenys per a més de dues aplicacions alhora, totes les aplicacions s'obren maximitzades de manera predeterminada, els ginys s'eliminen completament i Microsoft Edge és configurat per defecte per permetre extensions de la Chrome Web Store (principalment per orientar-se a aquells que migren des de Google Chrome OS). S'inclou amb aplicacions com Microsoft Office per a Microsoft 365, Minecraft Education Edition i Flipgrid, mentre que OneDrive s'utilitza per desar fitxers de manera predeterminada. Windows 11 SE no inclou la Microsoft Store; el programari de tercers és subministrat o instal·lat pels administradors.
El programa Windows Insider es trasllada des de Windows 10, amb les versions prèvies a la publicació dividides en "Dev" (compilacions inestables que s'utilitzen per provar funcions per a futures actualitzacions de funcions), "Beta" (compilacions de prova per a la propera actualització de funcions; relativament estable en comparació amb el canal de desenvolupament) i els canals "Vista prèvia del llançament" (compilacions prèvies al llançament per a les proves finals de les properes actualitzacions de funcions).

## Requisits del sistema
| Component                                  | Mínim |
| ------------------------------------------ | --- |
| Processador                                | Un processador de 64 bits compatible (x86-64 o ARM64) amb una freqüència de rellotge de com a mínim 1 GHz i almenys 2 nuclis     |
| Memòria (RAM)                              | Com a mínim 4 GB |
| Espai d'emmagatzematge                     | Com a mínim 64 GB |
| Firmware del sistema                       | UEFI |
| Seguretat                                  | Secure Boot, activat per defecte                                                                                                 |
| Seguretat                                  | Trusted Platform Module (TPM) versió 2.0                                                                                         |
| Targeta gràfica                            | Compatible amb el controlador DirectX 12 o posterior amb el controlador WDDM 2.0                                                 |
| Pantalla                                   | Pantalla d'alta definició (720p) superior a 9 "en diagonal, 8 bits per canal de color                                            |
| Connexió a Internet i comptes de Microsoft | Es necessita la connexió a Internet i el compte de Microsoft per completar la configuració per primera vegada a Windows 11 Home. |
| Càmera                                     | Cal una càmera frontal per als portàtils a partir del 2023                                                                       |

| Característiques                        | Requisits |
| --------------------------------------- | --- |
| Suport per a 5G                         | Mòdem compatible amb 5G                                                                                         |
| Auto-HDR                                | Compatible amb monitors HDR                                                                                     |
| Autenticació biomètrica i Windows Hello | Càmera d’infrarojos il·luminada o lector d’empremtes digitals                                                   |
| BitLocker to Go                         | unitat flash USB (disponible a Windows 11 Pro i versions superiors)                                             |
| Hyper-V                                 | Paginació imbricada (SLAT)                                                                                      |
| DirectStorage                           | SSD NVMe amb almenys 1 terabyte d’emmagatzematge i una targeta gràfica DirectX 12 Ultimate amb Shader Model 6.0 |
| DirectX 12 Ultimate                     | Disponible amb jocs i targetes gràfiques compatibles                                                            |
| So espacial                             | Suport de maquinari i programari                                                                                |
| Autenticació de dos factors             | Ús de PIN, autenticació biomètrica o un telèfon amb funcions Wi-Fi o Bluetooth                                  |
| Reconeixement de veu                    | Micròfon |
| Suport per a Wi-Fi 6E                   | Nou maquinar WLAN IHV i controladors, AP compatible amb Wi-Fi 6E/Encaminador                                    |
| Projecció de Windows                    | Adaptador Wi-Fi que admet Wi-Fi Direct, WDDM 2.0                                                                |

Els requisits bàsics del sistema de Windows 11 són similars a Windows 10. No obstant això, Windows 11 només admet sistemes de 64 bits, com ara els que fan servir un processador x86-64 o ARM64; s'ha eliminat el suport per als processadors IA-32. També s'han augmentat els requisits mínims de memòria RAM i emmagatzematge; Windows 11 ara requereix almenys 4 GB de RAM i 64 GB d’emmagatzematge. El mode S només és compatible amb l'edició Home de Windows 11. A partir de juny de 2021, només Intel Core 8a generació (Coffee Lake, Whisky Lake) i posteriors, AMD Zen+ (excepte la revisió de Ryzen de 1a generació "AF") i posteriors, i Qualcomm Snapdragon 850 i els processadors posteriors són oficialment compatibles.
La BIOS heretada ja no és compatible; el sistema UEFI amb Secure Boot i el co-processador de seguretat TPM 2.0 són ara requerits. El requisit de TPM en particular ha provocat confusió, ja que moltes plaques mare no tenen compatibilitat amb TPM. Aquest requereixen instal·lar físicament un mòdul TPM compatible a la placa mare o tenen en tenen un d'incorporat al nivell de microprogramari o de maquinari de la CPU, que està desactivat per defecte, on requereix canviar la configuració de la UEFI de l'ordinador per habilitar-la. Els OEMs encara ponden enviar equips sense el co-processador TPM 2.0, amb la prèvia aprovació de Microsoft.